# مبرهنة المربعات الأربع للاغرانج
مبرهنة المربعات الأربع للاغرانج (بالإنجليزية: Lagrange's four-square theorem) تعرف أيضا باسم حدسية باشي. تنص هذه المبرهنة على أن أي عدد طبيعي يمكن أن يكتب على شكل مجموع أربعة مربعات لأعداد صحيحة طبيعية :
{\displaystyle p=a_{0}^{2}+a_{1}^{2}+a_{2}^{2}+a_{3}^{2}\ }
بُرهن على هاته المبرهنة من طرف جوزيف لويس لاغرانج في عام 1770.
على سبيل المثال، الأعداد 3 و 31 و 310 يمكن أن تكتب على شكل مجموع أربعة مربعات كما يلي :
3 = 12 + 12 + 12 + 02
31 = 52 + 22 + 12 + 12
310 = 172 + 42 + 22 + 12.

## التطور التاريخي
ظهرت هاته المبرهنة في كتاب أريتميتِكا لمؤلفه ديوفانتوس والمترجم إلى اللاتينية من طرف باشي عام 1621.

## تعميمات
مبرهنة المربعات الأربع للاغرانج هي حالة خاصة من مبرهنة العدد المضلعي لفيرما ومن معضلة ويرينغ.

## الوحدة
لعدد ما قد يكون هنالك تمثيل وحيد على شكل مجموع أربع مربعات، وقد يكون هنالك عدة تمثيلات.
المتتالية التالية من الأعداد الطبيعية لها تمثيل وحيد على شكل مجموع أربع مربعات:
1, 2, 3, 5, 6, 7, 8, 11, 14, 15, 23, 24, 32, 56, 96, 128, 224, 384, 512, 896 ... (متسلسلة A006431 في OEIS).